# 레오폴도 트리에스테

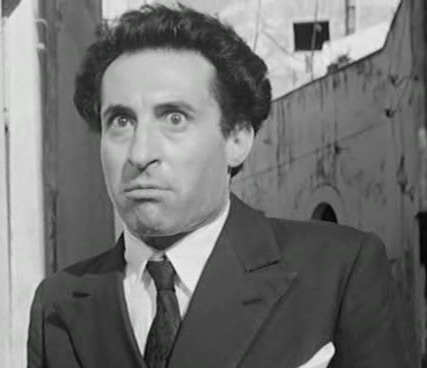

레오폴도 트리에스테(Leopoldo Trieste, 1917년 5월 3일 ~ 2003년 1월 25일)는 이탈리아의 영화 감독, 배우, 각본가, 작가, 연극 배우, 영화배우이다.
레조디칼라브리아에서 태어났으며 로마에서 사망하였다. 사인은 심근 경색이다.

## 영화
- 스타 메이커 (1995년)
- 기우디세 라가지노 (1994년)
- 시네마 천국 (1988년)
- 모모 (1986년) - 벱포 역
- 장미의 이름 (1986년)
- 헨리 4세 (1984년)
- 쿼바디스 (1984년)
- 여탐정 미키 (1983년)
- 칼리굴라 (1979년)
- 환각 스트립 (1975년)
- 대부 2 (1974년)
- 지금 보면 안돼 (1973년)
- 블러드 베이 (1971년)
- 푸시캣, 푸시캣, 아이 러브 유 (1970년)
- 제라드의 모험 (1970년)
- 산타 비토리아의 비밀 (1969년)
- 시실리안 (1969년)
- 비 식... 이츠 프리 (1968년)
- 슈즈 오브 더 피셔먼 (1968년)
- 시칠리아의 음모 (1967년)
- 오너의 질문 (1965년)
- 유혹당하고 버림받다 (1964년)
- 이혼 - 이탈리언 스타일 (1961년)
- 무기여 잘 있거라 (1957년)
- 비텔로니 (1953년) - 레오폴도 역
- 백인 추장 (1952년)